# Friebeisz Ferenc
Rajkai Friebeisz Ferenc (Vác, 1827. december 19. (keresztelés) – Óbuda, 1891. március 22.) újságíró, lapszerkesztő, 1848-as honvédfőhadnagy, bírósági végrehajtó.

## Élete
Friebeisz István Pest megyei szolgabíró és Kaprinay Anna fia volt. 1848-ban az első honvédzászlóaljak alakulásakor bátyjával, Friebeisz Istvánnal ő is beállt honvédnek a 2. zászlóaljba, ahol szeptemberben őrmesterből hadnaggyá léptették elő; később főhadnagy lett. Az 1848–49-es forradalom és szabadságharc után besorozták az osztrák hadseregbe s Felső-Olaszországba küldték; innét néhány év mulva leszerelt, és a bátyja által szerkesztett Délibáb szerkesztőségében nyert alkalmazást; amikor ez megszűnt (1858 végén), Bulyovszky Gyulával a Nefelejt-set alapította (1859. április 3.), amely lap körül kiváló íróink csoportosultak, s ezért a kor legkedveltebb divatlapja lett. Friebeisz az ifjú írói nemzedéknek is mindenkor buzdítója volt. A Nefelejts mellett megindította a Szépirodalmi Csarnok-ot is (1868), mely eleinte kéthetente, majd hetente jelent meg. Ponson du Terrail regényeivel, különösen a Rocambole című, 76 folytatásból álló rémregényével, nagy közönséget hódított meg. Ponson később meghalt, kiadható regényei elfogytak, az előfizetők is elmaradtak. Az 1870-es években Friebeisz szerencsecsillaga hanyatlott; előbb a Nefelejtset kellett megszüntetnie, majd a Szépirodalmi Csarnokot is. Felhagyott a lapkiadással, s királyi bírósági végrehajtó lett.

## Munkái
- Egy párisi vendéglő külön szobájából. Ponson du Terrail után ford. Pest, 1864.
- A szép czigányleány. Smith J. F. után ford. Pest, 1864. (Mártonffy Frigyessel.)
- Egy végrendelet záradéka. Feuillet Octáv után francziából ford. Bpest, 1884.

Szerkesztette a Nefelejtset 1862. ápr. 13-tól Bulyovszky Gyulával, 1864-től maga 1875. febr. végeig, mikor czímét Divat-Nefelejtsre változtatta, 1876. okt. 29-ig; ekkor a lap megszűnt; a Szépirodalmi Csarnokot 1868. jan. 15-től 1876 végeig; a Divat szépirodalmi mellékletét 1872. máj. 8-tól, a lap tulajdonosa lett aug. 8. és szerkesztette 1875 febr. végeig.
Kiadta Bellaagh József művét: Életszabályok világba lépő leánykák számára. (Pest, 1854. Császár Ferenccel együtt.)
Beszélyeket, életképeket és iránycikkeket írt a Hölgyfutárba (1850. 1863. Tiz év előtt és után), a Divatcsarnokba (1859.), a Gombostűbe (1862.) és Az Ország Tükre Naptárába (1863.); a Délibábban a leánynevelésről irt cikkei feltűnést keltettek.